# McGraw-Hill Building
El McGraw-Hill Building o 330 West 42nd Street es un edificio de 35 pisos y 485 pies (147,8 m) edificio ubicado en la sección Hell's Kitchen de Manhattan, Nueva York .
Los muros exteriores del edificio son paneles de baldosas cerámicas de terracota azul verdoso, que se alternan con ventanas enmarcadas en metal verde, con una orientación marcadamente horizontal. El edificio fue el único rascacielos de la ciudad que se exhibió en la influyente exposición de Estilo Internacional en el Museo de Arte Moderno en 1932 y, como tal, también ha sido citado como un hito del diseño art déco. Ubicado en West 42nd Street, entre las avenidas Octava y Novena, sobre la terminal de autobuses de la Autoridad Portuaria, el McGraw-Hill Building fue el edificio más alto del vecindario Hell's Kitchen durante décadas, pero perdió ese estatus en 1989 con la construcción de One Worldwide Plaza de  237 metros, situado ocho cuadras al norte. Todavía es visible desde la distancia, pero se ve empequeñecido por el Orion, un complejo residencial de 58 pisos de nueva construcción con un exterior verde hacia el oeste en la misma cuadra.

## Historia
McGraw-Hill Companies compró el terreno a principios de 1930, ya que estaban superando su anterior McGraw-Hill Building (Hill Publishing Building) en 475 Tenth Avenue . El edificio fue diseñado por Raymond Hood . La construcción comenzó en diciembre de 1930 con el primer remache clavado y se completó en 1931. McGraw-Hill se mudó al edificio en octubre de 1931. Las imprentas ocuparon los pisos inferiores al sexto con la encuadernación en el quinto, la sala de prensa en el sexto y la sala de redacción en el séptimo piso. Se alquilaron los pisos noveno al decimoquinto.
El editor de pulpa Martin Goodman tenía su sede aquí en 1939. En ese año, Goodman puso en marcha Timely Comics, el nombre común de la Edad de Oro de Marvel Comics. Posteriormente se trasladó a tiempo al Empire State Building, Suite 1401.
A medida que la calle declinaba, el edificio era más un lastre. McGraw-Hill se mudó en 1972 a un nuevo edificio McGraw-Hill en 1221 Avenue of the Americas, mientras vendía este edificio, que posteriormente fue declarado Monumento Histórico Nacional en 1989.
Una escultura de metal angular, Boomerang, del artista Owen Morrel estaba suspendida en el costado del edificio. Después de varios propietarios, Deco Towers Associates, un grupo de inversión extranjera, se convirtió en propietario en 1994. En 1998, comenzó una restauración del edificio y Boomerang fue desmantelado para reciclarlo o desecharlo. En 2021, Deco Towers Associates abandonó los planes para convertir el edificio en apartamentos y en su lugar propuso renovar todo el edificio. Además de los cambios menores en la fachada, los diseños presentados por la firma de arquitectura MdeAS propusieron rehacer el vestíbulo aerodinámico, lo que provocó súplicas de los conservacionistas para marcar el interior del edificio.